# Raymond Guilhem de Fargues

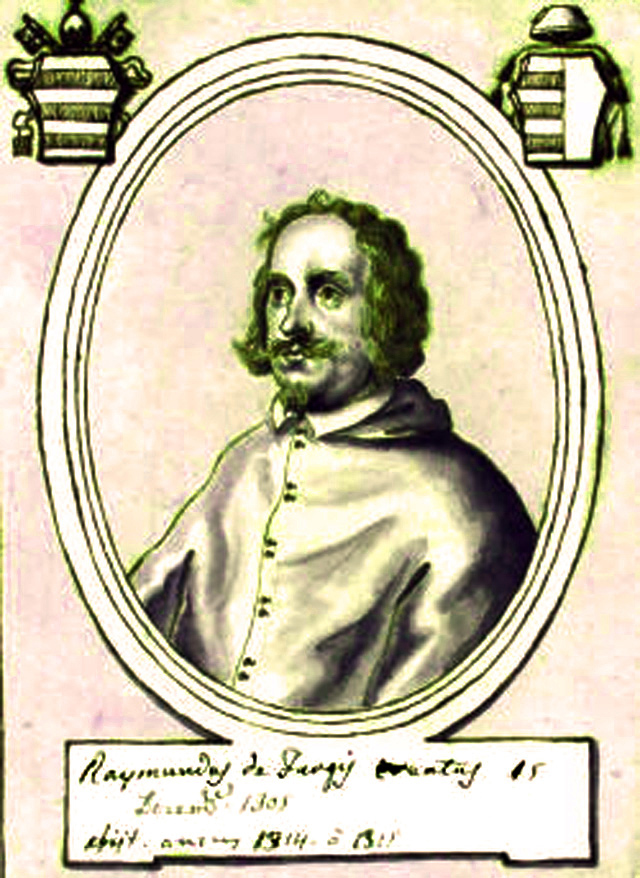
Kardinal Raymond Guilhem de Fargues, Dizionario di erudizione storico-ecclesiastica da S. Pietro sino ai giorni nostri, 1840

Raymond Guilhem de Fargues oder de Farges oder de Fargis (* in Fargues (Gironde); † 5. Oktober 1346 in Toulouse) war ein französischer Kardinal des 14. Jahrhunderts.

## Leben
Raymond Guilhem de Fargues ist der Sohn von Bérenger Guillaume de Fargues (Fargis) und Assalide (alias Jeanne, Marquèze) de Goth, einer Schwester von Papst Clemens V. Er ist auch ein Vetter des Kardinals Raymond de Goth.
Er wurde von Papst Clemens V. im Konsistorium vom 19. Dezember 1310 zum Kardinal ernannt, obwohl er lediglich niedere Weihen hatte, und erhielt als Kardinaldiakon die Titelkirche Santa Maria Nuova. Kardinal de Fargues nahm an den Konklaven von 1314–1316 (Wahl von Johannes XXII.), 1334 (Wahl von Benedikt XII.) und 1342 (Wahl von Clemens VI.) teil, letzterer wurde von ihm als Kardinalprotodiakon gekrönt.
Viele mit seinem Titel verbundene Pfründen waren ihm nicht gesichert, da er zahlreiche Exspektanzen erhielt. Im Jahr 1308 wurde er Kanoniker und Thesaurar des Kathedralkapitels von Beauvais. In dem päpstlichen Schreiben dazu heißt es, dass ihn Präbenden in Lincoln, Soissons und von Saint-Seurin in Bordeaux sowie eine Dignität in York erwarten.
Auf jeden Fall war er ab dem 29. August 1308 Kanoniker in Lincoln auf der Präbende von Ketton als Nachfolger seines Bruders Bernard de Fargues, der Bischof von Agen geworden war. Am 13. Oktober 1310 wurde er mit dem Archidiakonat von Leicester in der Kirche von Lincoln ausgestattet. Außerdem war er Dekan (1311–1346) von Salisbury, ab 1312 Archidiakon, und Kanoniker in Bayeux (um 1313) sowie Mende im Gévaudan.
In Avignon wohnte der Kardinal in der Livrée de Florence am nördlichen Teil der heutigen Place Pie. Die Livrée wurde nacheinander von Raymond-Guilhem de Fargues, Nicolas de Besse, Guillaume d’Aigrefeuille dem Jüngeren und Pietro Corsini bewohnt, Kardinal de Fargues begnügte sich aber mit den alten Gebäuden, an das die Kirche und der Friedhof der Hospitaliter angrenzten, erst Kardinal Besse nahm die Umbauten vor.
Als Bauherr war er für den Bau der Burg Fargues in Le Pontet im Département Vaucluse und in Fargues in der Gironde verantwortlich.